# Leif Floberg
Leif Oskar Bertil Floberg, född 30 oktober 1930 i Vänersborg, död 2 november 2007 i Ånimskogs församling i Västra Götalands län,  var en svensk maskintekniker, professor och naturforskare.
Floberg studerade vid Chalmers tekniska högskola där han tog examen 1955, blev teknologie licentiat 1957 och teknologie doktor 1961 på en avhandling om hydrodynamisk smörjning i kullager. Han var anställd som forskningsassistent vid Chalmers 1955–1960 och som docent i maskinelement 1962–1964. Han var chefskonstruktör vid AGA 1960–1964. Från 1964 till sin pensionering var han professor i läran om maskinelement vid Lunds tekniska högskola.
Vid sidan av sin akademiska verksamhet ägnade Floberg sig under många år åt naturforskning inom områden som jordstrålning, currykryss, slagrutegång och lade fram hypoteser om kopplingar mellan magnetism och cancer. Inom dessa områden gav han under 1990-talet ut flera böcker och andra skrifter. Från skeptikerhåll framfördes viss kritik mot hur Flobergs professorstitel användes vid marknadsföring av böcker som rörde ett helt annat ämne än den klassiska mekanik som var hans expertisområde.
Floberg var även reservofficer i tygtekniska kåren (arméingenjör).